# Leupoldishain
Leupoldishain ist ein Ortsteil der sächsischen Stadt Königstein (Sächsische Schweiz) im Landkreis Sächsische Schweiz-Osterzgebirge. Der Ortsteil besteht aus den beiden 1379 erstmals erwähnten Dörfern Leupoldishain und Nikolsdorf.

## Geographie
Leupoldishain befindet sich etwa drei Kilometer westsüdwestlich von Königstein auf der Struppener Ebenheit. Umgebende Ortschaften sind Nikolsdorf und Hütten im Osten, Bielatal im Süden, Langenhennersdorf im Südwesten, Cotta im Westen, Krietzschwitz und Struppen im Nordwesten und Thürmsdorf im Nordosten. Am südlichen Rand der Leupoldishainer Gemarkung liegen die Nikolsdorfer Wände mit dem Flächenhaften Naturdenkmal Labyrinth, einer stark zerklüfteten Felsgruppe, sowie das Waldgebiet Breite Heide.

## Geschichte

### Ortsgeschichte
Leupoldishain entstand durch Rodung als Waldhufendorf während der deutschen Ostsiedlung und wurde 1379 als Leutholdshayn oder Leuchtholdshayn urkundlich erstmals erwähnt. Ausgehend vom Ortsnamen könnte der Lokator Luthold geheißen haben. Weitere urkundlich erwähnte Ortsnamensformen sind unter anderem Lewtilshayn und Lutelshain (1445), Lawtilßhayn (1494), Leutelshain (1548) und Leuwelßhain (1555). Gegen Ende des 16. und Anfang des 17. Jahrhunderts ist der Konsonantenwechsel von -t- auf -p- feststellbar mit  Leipolzhain (1586) und Leupoldshayn (1619).
Nur vereinzelt gab es Handwerker, überwiegend war das Dorf land- und forstwirtschaftlich geprägt, wovon noch heute Zwei- und Dreiseithöfe auf der nördlichen Talseite zeugen. Um 1870 wurde das größte Moor der Sächsischen Schweiz auf der südlichen Talseite trockengelegt und als Weideland genutzt. Seine einstige Lage ist anhand einiger typischer Moorpflanzen für das geübte Auge noch erkennbar.
Nach dem Ersten Weltkrieg öffnete sich die noch immer ruhige Gemeinde verstärkt dem Tourismus und Fremdenzimmer wurden in den Bauernhäusern eingerichtet. Im Vergleich zu den nahegelegenen Dörfern Hütten und Pfaffendorf hatte Leupoldishain jedoch eine schlechte Verkehrsanbindung, die die touristische Entwicklung behinderte.
Ende 1944 wurde nördlich von Leupoldishain in Richtung Thürmsdorf ein KZ-Außenlager angelegt, dessen Insassen die unterirdische Anlage Schwalbe II zur Herstellung von Flugbenzin aufbauen mussten. Der näherkommende Frontverlauf sowie das baldige Kriegsende verhinderten die Fertigstellung.

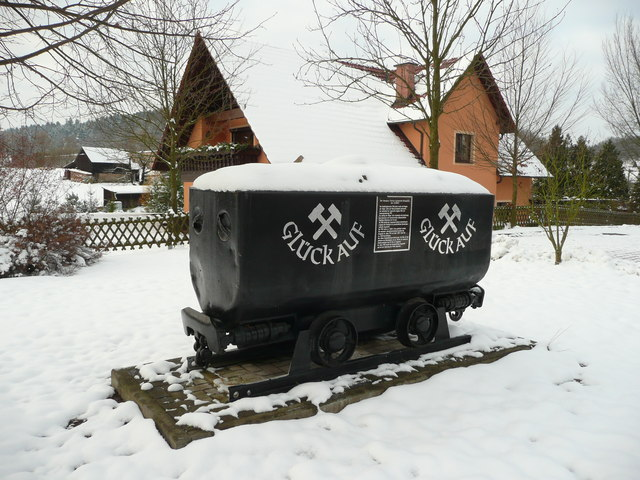
In Leupoldishain aufgestellter Grubenhunt zur Erinnerung an den Uranbergbau der Wismut

Ende der fünfziger Jahre hatten die Dorfbewohner im Rahmen des Nationalen Aufbauwerkes eine Naturbühne mit 1100 Zuschauerplätzen errichtet. Nur ein halbes Jahrzehnt später musste die Bühne aufgegeben werden, nachdem die SDAG Wismut eine Uranerzlagerstätte aufgeschlossen hatte. Mit zeitweise mehr als 2200 Arbeitern war das Unternehmen bis 1990 der wichtigste Arbeitgeber in der Region. Die WISMUT GmbH Niederlassung Königstein wird voraussichtlich noch bis 2020 mit der oberirdischen Flächensanierung beschäftigt sein.
Zum 1. Januar 1999 wurde Leupoldishain in die Stadt Königstein eingemeindet.
Das Dorf gehörte bereits im 16. Jahrhundert zum kursächsischen Amt Pirna, aus dem im 19. Jahrhundert die gleichnamige Amtshauptmannschaft hervorging. Nach dem Zweiten Weltkrieg und der Verwaltungsreform von 1952 verblieb die Gemeinde im verkleinerten Kreis Pirna im Bezirk Dresden. Im Rahmen der beiden sächsischen Kreisreformen kam Leupoldishain mit dem Landkreis Pirna 1994 zum Landkreis Sächsische Schweiz und mit diesem 2008 zum Landkreis Sächsische Schweiz-Osterzgebirge.
Im Frühjahr 2012 war Leupoldishain einer der Drehorte für den Märchenfilm Schneeweißchen und Rosenrot.

### Bevölkerungsentwicklung
| Jahr | Einwohner |
| ---- | --------- |
| 1834 | 104       |
| 1855 | 148       |
| 1871 | 162       |
| 1890 | 228       |
| 1910 | 344       |
| 1925 | 342       |
| 1939 | 320       |
| 1946 | 390       |
| 1950 | 386       |
| 1964 | 676       |
| 1990 | 271       |
| 1993 | 415       |
| 1995 | 360       |
| 1998 | 566       |
| 2013 | 219       |

Mitte des 16. Jahrhunderts gab es elf besessene Mann und 16 Inwohner. Gut 200 Jahre später, ein Jahr nach dem Siebenjährigen Krieg (1756–1763), lebten noch 11 besessene Mann und 2 Häusler im Dorf.
Bei der ersten Volkszählung im Jahr 1834 nach dem Beitritt des Königreichs Sachsen zum Deutschen Zollverein wurden für Leupoldishain 104 Einwohner ermittelt. Bis 1855 stieg die Zahl an auf 148 Einwohner in 26 Haushalten, die sich auf 18 Wohnhäuser verteilten. Die Zahl der Einwohner stieg bis ins erste Jahrzehnt nach der Jahrhundertwende auf über 340 an, stagnierte und fiel jedoch in der Zwischenkriegszeit leicht auf 320 kurz vor Beginn des Zweiten Weltkriegs.
Nach Kriegsende wurden auch in Leupoldishain Flüchtlinge und Aussiedler untergebracht und die Bevölkerungszahl stieg auf rund 390 im Jahr 1946 an. Mitte der sechziger Jahre lag sie dann bei 680, zweieinhalb Jahrzehnte später jedoch nur noch bei 270. In den neunziger Jahren kam es erneut zu einem starken Bevölkerungswachstum, wodurch sich die Einwohnerzahl trotz starken Schwankungen bis zur Eingemeindung verdoppelte.